# 傅若清
傅若清（1964年3月—），男，汉族，北京人，中华人民共和国政治人物。现任中国电影集团党委书记、董事长。第十四届全国政协委员。